# White-Sakkos-Maler

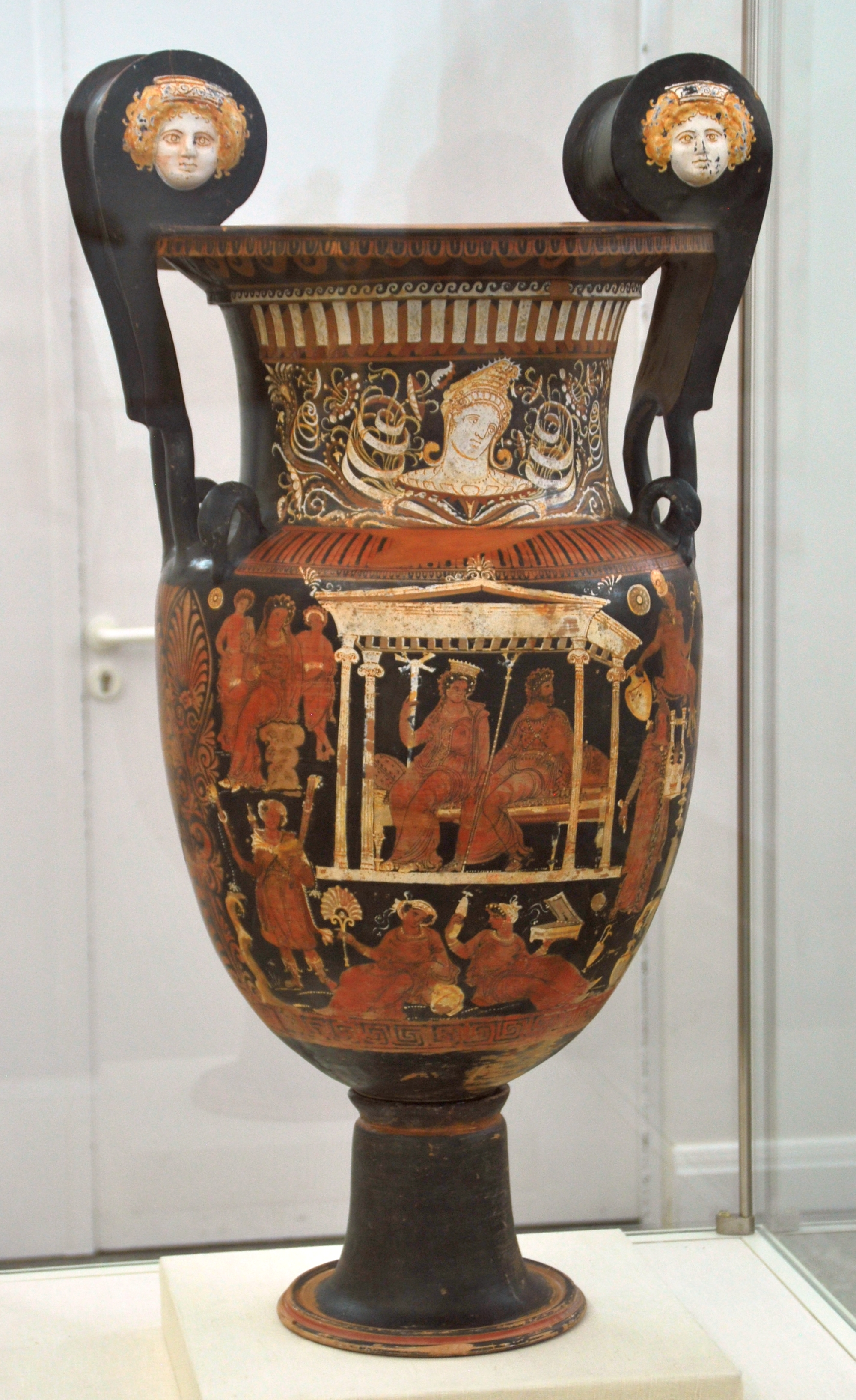
A-Seite eines großen Volutenkraters mit Maskenhenkeln: Hades und Persephone sitzen im Palast, außerhalb ist links die Gattin des Herakles, Megara, mit ihren beiden Söhnen zu sehen, darunter eine Frau mit einer Fackel, möglicherweise Hekate, auf der rechten Seite Hermes mit einer Hydria, darunter Orpheus mit einer Kithara, unter dem Palast sind zwei Danaiden abgebildet; um 320 v. Chr.; Antikensammlung Kiel.

Als White-Sakkos-Maler, auch Maler der Weißen Hauben (englisch White Saccos Painter) wird ein apulischer Vasenmaler des rotfigurigen Stils bezeichnet. Der nach seiner Vorliebe für die Darstellung von Frauen mit weißen Hauben (Sakkoi) benannte Künstler war im Zeitraum zwischen 320 und 310 v. Chr. aktiv. Er gehörte zu den besonders produktiven Kunsthandwerkern seiner Zeit, ihm konnte aufgrund stilistischer Vergleiche eine dreistellige Zahl von Vasen zugewiesen werden.
Der White-Sakkos-Maler war wohl ein Schüler und Nachfolger des Baltimore-Malers. Die Verbindung war so eng, dass ein Teil der Vasen aus dem Frühwerk des White-Sakkos-Malers zunächst dem Baltimore-Maler zugeschrieben wurde. Sowohl Themen und Szenen als auch Ornamente weisen starke Übereinstimmungen auf, während die eigentlichen Figurenzeichnungen sich stärker voneinander unterscheiden. Wie der Baltimore-Maler verzierte der White-Sakkos-Maler auch gerne große Hydrien mit M-förmigen Henkeln. Auch wenn er nicht die Klasse seines Lehrers erreichte, gilt er dennoch als einer der letzten großen Meister der spätapulisch-rotfiguren Vasenmalerei. Direkte Schüler werden dem Maler nicht zugeordnet, der spätere Virginia-Exhibition-Maler erinnert dennoch stark an den White-Sakkos-Maler, war aber vermutlich ein Schüler des Malers von Berlin F 3383.

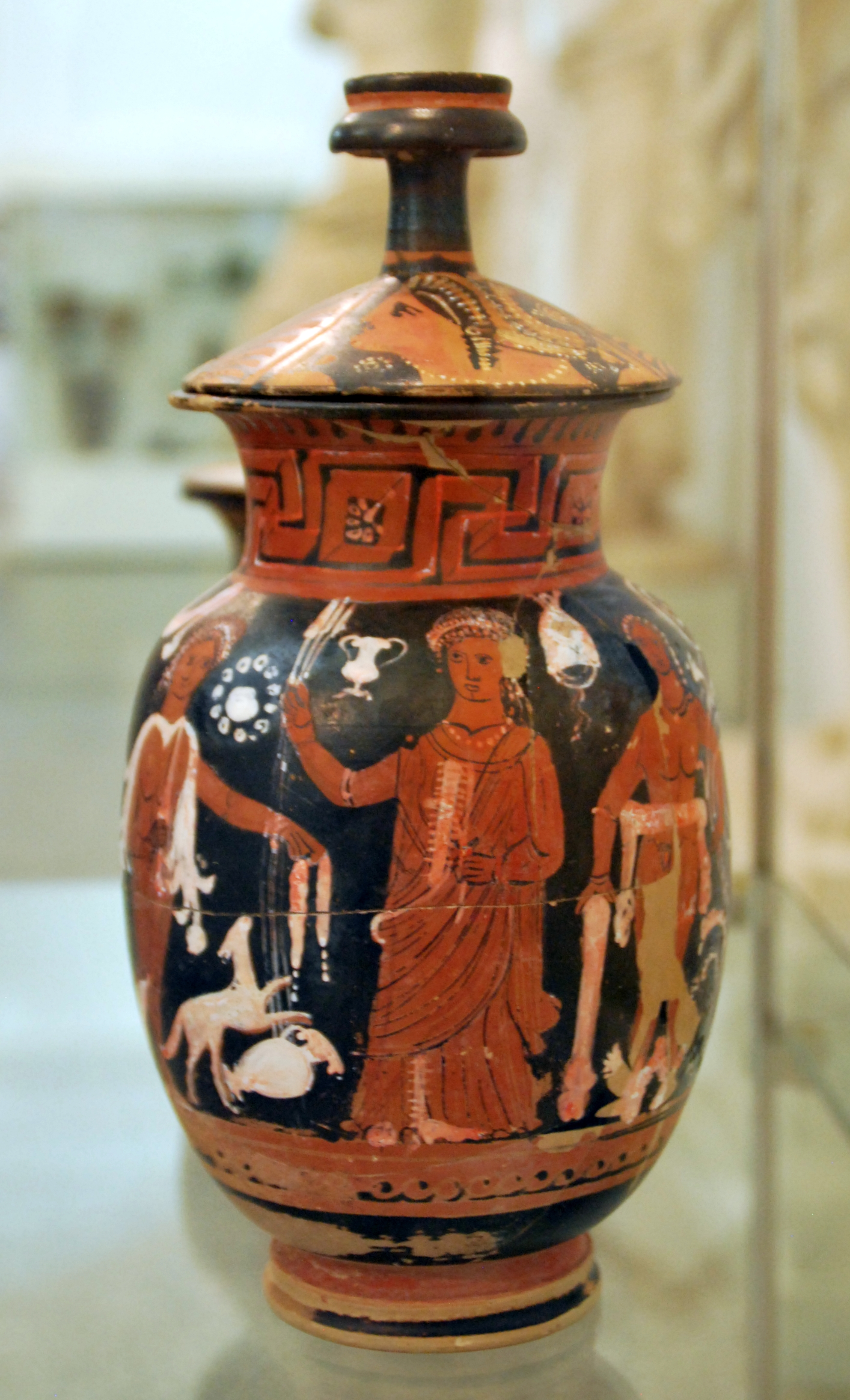
Oinochoe mit einem Deckel aus dem Umkreis des White-Sakkos-Malers, die Darstellung ist bislang ungedeutet; Antikensammlung Kiel.

Der White-Sakkos-Maler verzierte sowohl große Vasen, darunter Amphoren, Volutenkratere und Loutrophoren, als auch kleinere Vasenformen. Oft zeigt er auf der Vorderseite mythologische Themen, so die Entführung des Chrysippos, Pelops und Hippodameia und Hades mit Persephone. Es sind zahlreiche Vasen bekannt, bei denen neben dem White-Sakkos-Maler auch ein zweiter Vasenmaler mitgearbeitet hat. Auf einer Loutrophore trennt ein Fries, der vom Sansone-Maler mit Fischen verziert wurde, zwei Bildfelder. Möglicherweise sind der White-Sakkos-Maler und der für seine Fischdarstellungen bekannte Sansone-Maler jedoch identisch. Die großen Vasen zeigen mehrfach einen Naïskos, manchmal mit einer, manchmal aber auch mit bis zu vier Personen im Tempelbau. Die Rückseite bei Naïskosvasen wurde üblicherweise mit Frauenköpfen mit weißen Sakkos verziert. Diese Frauenköpfe verbinden die Werke des Malers mit denen der White-Sakkos-Kantharos-Gruppe, die zur selben Zeit wohl in derselben Werkstatt entstanden waren. Auf den kleineren Vasen mit Figurendarstellungen finden sich zumeist Eroten, Jünglinge, Niken oder Frauen. Später datierte Vasen der Werkstatt mit derartigen Motiven gehören zur Stuttgart-Gruppe und sind wohl keine Werke des White-Sakkos-Malers. Auf Kantharoi und Oinochoen mit zwei Bildfeldern sind oft Wagendarstellungen gezeigt. Nicht alle dieser Werke sind dem White-Sakkos-Maler zuzuschreiben, viele dieser Werke gehören zu seiner Werkstatt und werden unter dem Namen Chariot-Gruppe zusammengefasst.
Im Hypogäum Varrese in Canosa wurden 1912 mehrere Vasen des White-Sakkos-Malers gefunden, bei denen am oberen Henkelansatz bunt bemalte Reliefköpfe angebracht sind. Diese weisen auf die spätere Canosiner Keramik hin. Eine größere Zahl ebenfalls dort gefundener Kantharoi gehören, wie die Werke der Stuttgart-Gruppe und der Chariot-Gruppe, zur White-Sakkos-Gruppe.